# Magnus Johansson
Leif Magnus ("Ölme") Johansson (n. 10 noiembrie 1971, Ölme) este un fundaș suedez de fotbal. Din anul 2003 evoluează la clubul IFK Göteborg.

## Palmares
IFK Göteborg
- Allsvenskan: 1990, 1991, 1993, 1994, 1995, 1996 și 2007